# Lyne Beaumont
Lyne Beaumont (Quebec (cidade), 23 de janeiro de 1978) é uma nadadora sincronizada canadiana, medalhista olímpica.

## Carreira
Lyne Beaumont representou seu país nos Jogos Olímpicos de 2000, ganhando a medalha de bronze em Sydney 2000, com a equipe canadense. 